# Zerah Colburn
Zerah Colburn (Saratoga, 13 gennaio 1832 – Boston, 26 aprile 1870) è stato un ingegnere e giornalista statunitense.
Era nipote del calcolatore mentale omonimo.

## Carriera
Senza alcuna istruzione formale, Colburn fu un ragazzo prodigio. Appena adolescente, all'inizio del boom delle ferrovie, trovò lavoro a Lowell (Massachusetts) come apprendista nella redazione di bozze della Lowell Machine Shops dove prendevano forma le prime locomotive a vapore statunitensi.
Mentre faceva esperienza nel campo della costruzione di locomotive, Colburn scrisse il suo primo libro The Throttle Lever. Impostato come una introduzione alla locomotiva a vapore, questo libro divenne un testo fondamentale negli U.S.A., guadagnando a Colburn fama nell'editoria tecnica e fra i costruttori e operatori delle ferrovie americane.
Tra il 1854 e il 1858, Colburn progettò locomotive in prima persona o come partner di importanti industrie, tra cui: Baldwin Locomotive Works, Tredegar Locomotive Works - una divisione della Tredegar Iron Works di Richmond (Virginia), Rogers Locomotive Works, e la New Jersey Locomotive and Machine Company.
Nel 1853 entrò a far parte della redazione del American Railroad  Journal la principale pubblicazione americana specializzata in tema ferroviario. Colburn, che aveva un temperamento focoso, lasciò questo giornale dopo una controversia col redattore capo, Henry Varnom Poor, e pubblicò un suo settimanale- the Railroad Advocate.
Questa pubblicazione fece aumentare l'influenza di Colburn nel settore e aprì la strada ad una collaborazione con un coetaneo e collega - Alexander Lyman Holley. La collaborazione fra i due migliorò la qualità del settimanale, ma  l'inquieto Colburn cedette la metà della proprietà ad Holley, quindi si diresse verso il West per avviare un investimento in una segheria e successivamente cercò di vendere fasce di rotolamento per le ruote delle locomotive.
Al ritorno da un viaggio in Inghilterra come inviato del Advocate, Colburn e Holley ripubblicarono la rivista Advocate con il titolo American Engineer.
La crisi finanziaria del 1857 negli Stati Uniti li costrinse a chiudere il giornale. Colburn e Holley ritornarono in Inghilterra con lo scopo di redigere un rapporto sul perché del successo delle ferrovie in Europa. I due sembravano una coppia di spie industriali, pronto a far incursioni negli stabilimenti e negli impianti ferrociari di Gran Bretagna ed Europa, pronti a prendere nota di tutto per conto dei loro committenti americani.
Il rapporto fu un successo, ma Colburn dal 1858 ritornò in Inghilterra avendo accettato l'incarico di redattore capo del settimanale The Engineer, la più famosa rivista specializzata. Questo incarico consentì a Colburn di fare amicizia con i soci degli Ordini degli Ingegneri Civili e Meccanici e divenirne socio di entrambe le istituzioni. È quasi certo che, mentre era a Londra, Colburn abbia incontrato Isambard Kingdom Brunel.
Nel 1864, purtroppo, Colburn fu estromesso dalla direzione di The Engineer a seguito del coinvolgimento personale in uno scandalo. Riprese a svolgere consulenza ingegneristica e iniziò la stesura di un'opera in due volumi in materia di costruzione di locomotive, un'opera che l'avrebbe per sempre classificato come un ingegnere di primaria importanza. Quest'opera, Locomotive Engineering and the mechanism of railways, fu pubblicata postuma nel 1871, un anno dopo la sua morte, a cura di un intimo amico di Colburn, il ben noto ingegnere ferroviario Daniel Kinnear Clark.
Nel 1866, Colburn fondò a Londra la rivista Engineering in diretta concorrenza con la rivale The Engineer, utilizzando i fondi forniti da Henry Bessemer, l'ingegnere e inventore inglese noto soprattutto per il processo Bessemer per la produzione di acciaio. Engineering conseguì un immediato successo e presto superò The Engineer, per lo stile di scrittura di Colburn e per l'ampia conoscenza specialistica messa a disposizione dei lettori.

## Vita privata
Nel 1853, Colburn sposò Adelaide Felicita Driggs, di 12 anni più anziana di lui. Ebbereo una figlia, Sarah Pearl. A seguito del suo prolungato risiedere in Inghilterra, Colburn sposò l'inglese Elizabeth Suzanna Browning nel 1864 incorrendo nello stato di bigamia, per questo venne allontanato dalla redazione di The Engineer.
Colburn percorse una carriera fulminea, era un uomo inquieto, di intelligenza acuta e di sentimenti irruenti. Nell'arco della sua breve vita fu capace di metter su grandi imprese e grandi amicizie e con la stessa abilità di buttarle furiosamente giù. Fu in Inghilterra che per questo suo carattere Colburn venne definito "The spirit of darkness" (lo spirito delle tenebre).
In ultima analisi il lavoro oltre ogni misura, la dipendenza dal laudano e dall'alcool, così come una infelice gestione finanziaria furono a monte della sua misera fine. Una volta rientrato negli Stati Uniti a Belmont, Massachusetts, Colburn venne letteralmente ripudiato da sua moglie Adelaide e da sua figlia Sarah. Quest'ultimo affronto lo spinse al suicidio all'età di 38 anni. Egli fu trovato in fin di vita con in mano una pistola Derringer da due ragazzi che portavano a spasso il loro cane nel Tudor's Pear Orchard di Belmont.

## Retaggio
Colburn scrisse molto e con ottimo stile; tutti i suoi contemporanei hanno testimoniato del modo in cui sapeva aggiungere al puro e semplice stile giornalistico conoscenza e giudizio. I suoi libri e articoli servirono a veicolare fra l'opinione pubblica la tecnologia dei suoi tempi. Colburn fu certamente il primo giornalista professionista specializzato in ingegneria, secondo il significato che oggi diamo a tale definizione.
Il biografo Mortimer, anch'egli redattore capo di The Engineer negli anni '970, ebbe a dire di Colburn:"Mi è capitato qualcosa di inquietante quando ho diretto la rivista The Engineer, a volte mi è parso che la sua ombra fosse alle mie spalle. Era un uomo pieno di difetti, ma un grande giornalista. Ha vissuto la sua vita come se fosse una storia infernale- e lo fu per davvero.